# Jiří Háva
Jiří Háva, né le 18 décembre 1944 à Třešť (dans l'actuelle République tchèque) et mort le 25 novembre 1976, est un coureur cycliste tchécoslovaque, dont la carrière s'est faite entre 1965 et 1975, tant dans les épreuves de l'Est européen, que dans les compétitions "amateurs" occidentales. En 1971, il terminait 3e du Tour de l'Avenir, inaugurant le podium pour un compétiteur  de l'Est.

## Biographie
"Athlète de taille moyenne mais trapu (1,69 m, 68 kg) bon sur tous les terrains et doté d'une grande résistance", ainsi est défini ce coureur tchécoslovaque, dont le profil de carrière est loin d'être atypique. Ses compatriotes Miloš Hrazdíra, Ladislav Ferebauer, puis Jiří Škoda ont réalisé eux aussi des carrières à cheval entre la Tchécoslovaquie (même après les dramatiques événements de l'été 1968) et les pays occidentaux. En particulier, au rebours des soviétiques, la Fédération tchécoslovaques du cyclisme a régulièrement envoyé une équipe de ses meilleurs éléments pour disputer le Tour de l'Avenir. Entre la première participation (1963) et l'année 1992, au terme de laquelle la Tchécoslovaquie cesse d'exister, il y eut 21 équipes tchécoslovaques qui participèrent à ce Tour, qui se voulait alors terrain d'expérience et de coopération cycliste, à l’Ouest, comme la Course de la Paix tenait ce rôle à l'Est. 
Dans ce contexte, Jiri Hava disputa plus de Tour de l'Avenir, où avec 5 participations, il a été l'un des coureurs les plus assidus, que de Course de la Paix, à laquelle il participa à 4 éditions.  Il réalisait la performance d'accéder au podium de "l'Avenir", en 1971 : 3e en France, il faisait mieux que sur la Course de la Paix, 4e en 1970. Ces performances le situent en haut de la hiérarchie des cyclistes de son époque.

## Palmarès

### Palmarès année par année
- 1964
  - Tour de Lidice
  - 3e du Tour de Slovaquie
- 1965
  - Tour de Slovaquie
  - Tour de Bulgarie :
    - Classement général
    - 3e et 6e étapes
- 1966
  -  Championnat de Tchécoslovaquie sur route
  - 3e du Tour de Slovaquie
- 1967
  - 4eb étape du Tour de Bulgarie
  - 2e du Tour de Slovaquie
- 1971
  - Prague-Karlovy Vary-Prague
  - Tour de Slovaquie
  - 4e étape du Tour de l'Avenir
  - 3e du Tour de l'Avenir
- 1972
  - 2e du Tour d'Algérie
- 1973
  - 3e du championnat de Tchécoslovaquie sur route

### Places d'honneur
- 1964
  - 16e du Tour de l'Avenir
- 1965
  - 29e de la Course de la Paix
- 1966
  - 14e de la Course de la Paix
  - 40e du Tour de l'Avenir
- 1967
  - 15e du Tour de l'Avenir
- 1970
  - 4e de la Course de la Paix
- 1971
  - 8e de la Milk Race
  - 15e de la Course de la Paix
- 1972
  - 25e du Tour de l'Avenir
  - 41e de la course en ligne des Jeux olympiques de Munich
- 1973
  - 10e de la Milk Race